# Lebda
Lebda est une localité située dans le département de Pissila de la province du Sanmatenga dans la région Centre-Nord au Burkina Faso.

## Géographie
Lebda se trouve à 25 km au sud-ouest de Pissila, le chef-lieu du département, ainsi qu'à environ 15 km au sud-est de Kaya, la capitale régionale. Le village est situé à 1,5 km au nord de la route nationale 15, un axe important reliant Kaya à Boulsa.

## Économie
L'économie du village est basée principalement sur l'agro-pastoralisme mais également sur les productions alimentaires des groupements de femmes qui vendent leur marchandises sur les marchés locaux. Lebda profite également des projets de la ferme-pilote de Goèma, notamment pour la restauration des terres dégradées, dont 100 ha ont été récupérés en 2020 par le développement des techniques de bocage sahélien.

## Éducation et santé
Lebda possède un centre de santé et de promotion sociale (CSPS) tandis que le centre hospitalier régional (CHR) se trouve à Kaya.
Le village possède une école primaire publique.